# Kaempferia
Kaempferia är ett släkte av enhjärtbladiga växter. Kaempferia ingår i familjen Zingiberaceae.

## Bildgalleri

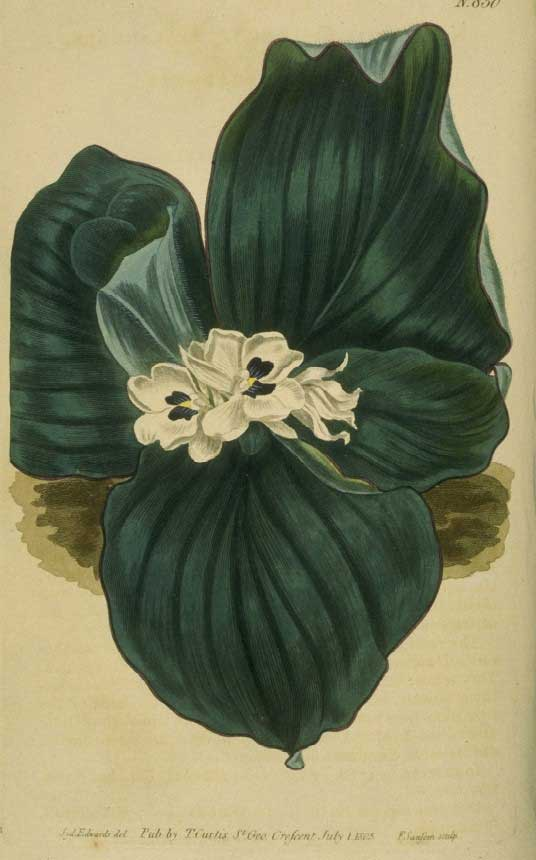
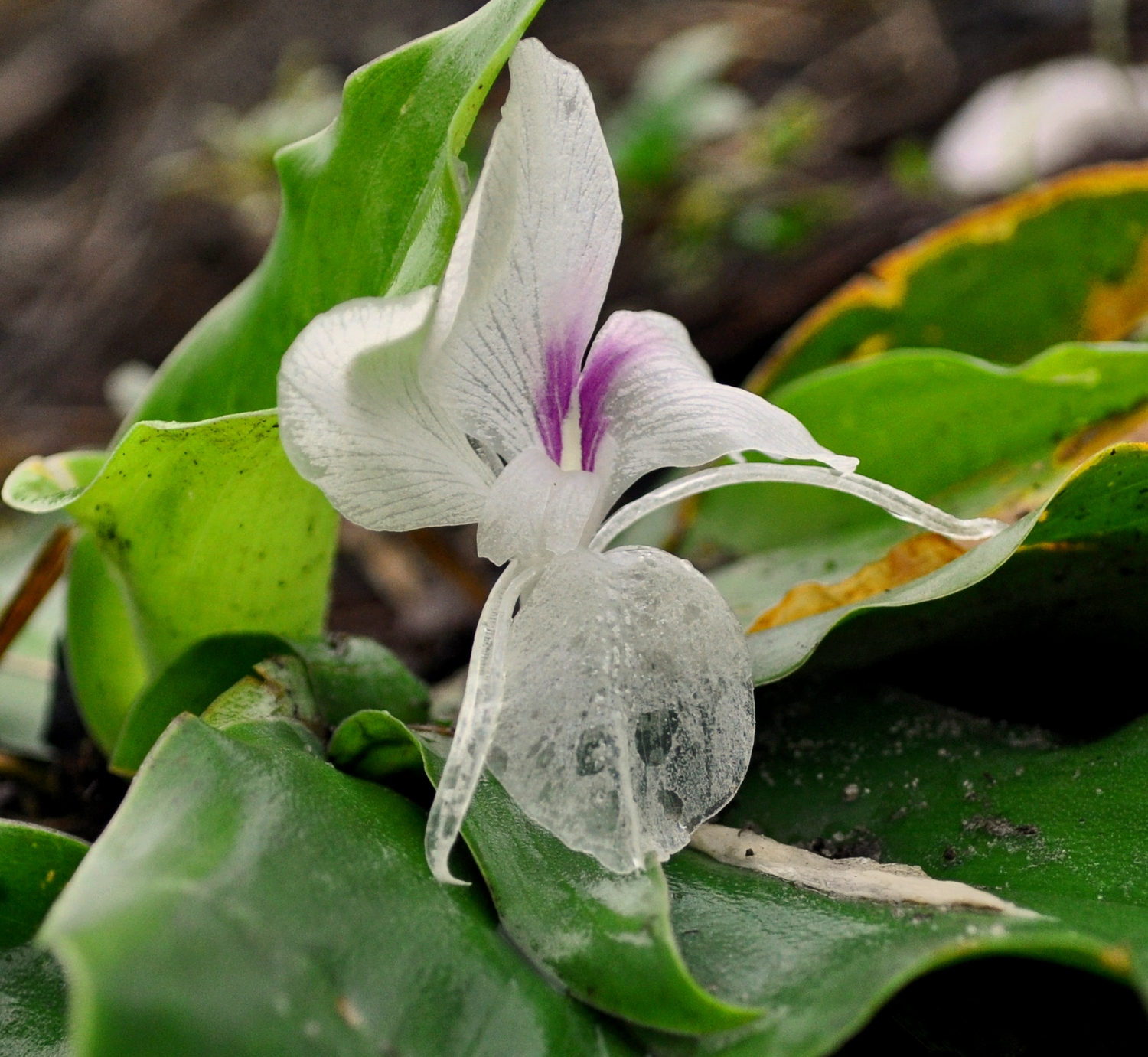
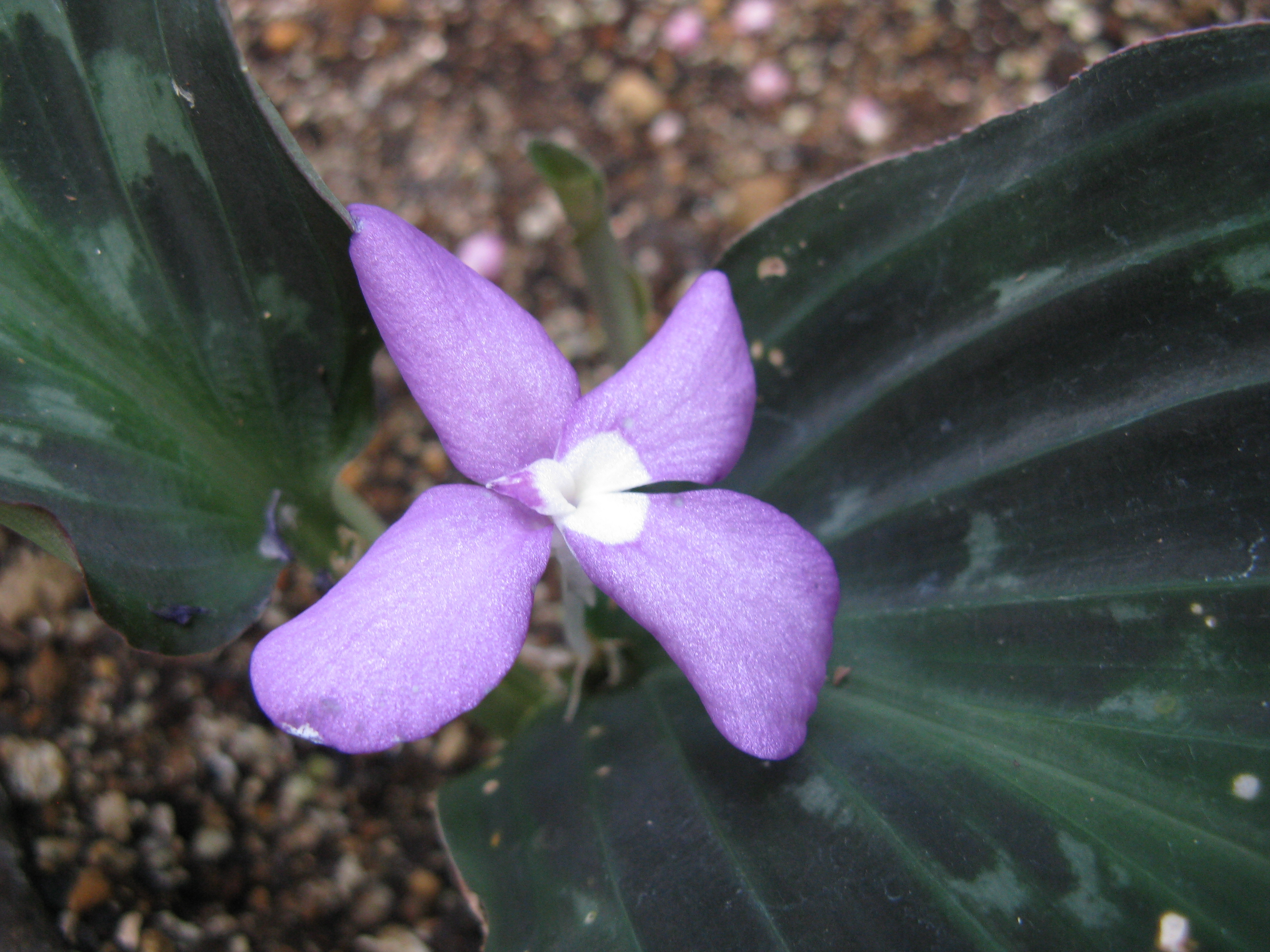

## Dottertaxa tillKaempferia, i alfabetisk ordning[1]
- Kaempferia alboviolacea
- Kaempferia angustifolia
- Kaempferia attapeuensis
- Kaempferia candida
- Kaempferia champasakensis
- Kaempferia chayanii
- Kaempferia cuneata
- Kaempferia elegans
- Kaempferia evansii
- Kaempferia fallax
- Kaempferia filifolia
- Kaempferia fissa
- Kaempferia galanga
- Kaempferia gigantiphylla
- Kaempferia gilbertii
- Kaempferia glauca
- Kaempferia grandifolia
- Kaempferia harmandiana
- Kaempferia laotica
- Kaempferia larsenii
- Kaempferia lopburiensis
- Kaempferia marginata
- Kaempferia ovalifolia
- Kaempferia parviflora
- Kaempferia philippinensis
- Kaempferia purpurea
- Kaempferia roscoeana
- Kaempferia rotunda
- Kaempferia sawanensis
- Kaempferia siamensis
- Kaempferia simaoensis
- Kaempferia sisaketensis
- Kaempferia spoliata
- Kaempferia undulata